# Граждански законник
Гражданският законник (на немски: Bürgerliches Gesetzbuch, съкр. BGB) е германски кодекс на гражданското право, приет от Райхстага през 1896 година и в сила до наши дни.

## Структура на законника

### А. Обща част
„Allgemeiner Teil“, параграф 1 – 240, 7 раздела:
- лица;
- вещи и животни;
- сделки;
- срокове;
- искова давност;
- реализация на правата, самозащита (самопомощ);
- обезпечение на интересите.

### Б. Облигационно право
„Recht der Schuldverh?ltnisse“, параграф 241 до 853, 7 раздела:
- съдържание на облигацията;
- задължения произтичащи от договора;
- прекратяване на поети задължения;
- разпределяне на вземанията;
- прехвърляне на дълг;
- множественост от страна на длъжника и кредитора;
- отделни видове договори.

### В. Вещно право
„Sachenrecht“, параграф 854 до 1296, 9 раздела:
- владение;
- общи разпоредби за правото на земевладение;
- собственост;
- наследствено право върху постройки;
- сервитути;
- преимуществено право на закупуване;
- вещни тежести;
- ипотека, поземелен и рентен дълг;
- залог на движими вещи и права.

### Г. Семейно право
„Familienrecht“, параграф 1297 до 1921, 3 раздела:
- граждански брак;
- попечителство;
- родство.

### Д. Наследствено право
„Erbrecht“, 9 раздела; регламентира правото на наследяване и завещанията.